# Auküla
Auküla es un pueblo ubicado en el municipio de Haljala, en el condado de Lääne-Viru, Estonia.

## Superficie
Posee una superficie de 13,24 kilómetros cuadrados.

## Demografía
Hasta 2021 la población era de 59 habitantes, con una densidad de población de 4,457 habitantes por kilómetro cuadrado.